# Kissomlyó
Kissomlyó község Vas vármegyében, a Celldömölki járásban.

## Fekvése
Kissomlyó község Vas vármegyében, a Kis-Somlyó hegy déli lábánál fekszik, a 8-as és a 84-es főutak kereszteződése közelében, attól mintegy 3,5 kilométerre. Főutcájaként a 8457-es út húzódik végig rajta, nagyjából délkelet-északnyugati irányban, a déli szomszédjában fekvő Duka községgel a 8436-os út köti össze.

## Története
A település környékén a honfoglalás előtti időkben avar és szláv népek éltek. A terület az államalapítás után a karakói várispánsághoz tartozott.
Nevét 1309-ben említette először oklevél Hegyesomlo, Hethysomlia és Hegesumlia alakban. A mai Kissomlyó névalak a 15. századtól használt.
Kissomlyó az Árpád-kor végén a Héder nemzetség birtoka volt, később pedig a Somogyi és az Erdődy családok lettek itt jelentősebb birtokosok, ugyanakkor középnemesek is éltek a faluban. Templomáról 1309-ből, plébánosáról 1549-ből ismert a legkorábbi adat. A templom a reformáció idején evangélikus lett.
A falu lakosai a törököknek 1588-ban adóztak először, melyre később, a hadiszerencsétől függően többször is sor került. A viszontagságok közben a falu teljesen elpusztult, később az eredeti helyétől kicsit távolabb építették újjá.
A 17. században a falu lakóinak többsége áttért az evangélikus hitre, majd az 1731. augusztus 6-án elvett és újra katolikussá lett régi templom helyett 1783-ban templomot és árvaházat is létesítettek.

## Közélete

### Polgármesterei
- 1990–1994: Németh Gyula (független)[4]
- 1994–1998: Tóth Ferenc (független)[5]
- 1998–2002: Tóth Ferenc (független)[6]
- 2002–2006: Tóth Ferenc (független)[7]
- 2006–2010: Tóth Ferenc (független)[8]
- 2010–2014: Tóth Ferenc (független)[9]
- 2014–2019: Gulyás Zsanett (független)[10]
- 2019–2024: Gulyás Zsanett (független)[11]
- 2024– : Gulyás Zsanett (független)[1]

A településen a 2024. június 9-i önkormányzati választás után, a polgármester-választás tekintetében nem lehetett eredményt hirdetni, mert szavazategyenlőség alakult ki a hivatalban lévő polgármester, Gulyás Zsanett és egyetlen kihívója, Csiszár Máté között. Az emiatt szükségessé vált időközi választást 2024. augusztus 25-én tartották meg, s az a hivatalban lévő faluvezető hölgy magabiztos győzelmét eredményezte.

## Szőlőtermelés
A község életében központi szerepe volt a szőlőtermesztésnek, erről már 1452-ből van írásos emlék. Hegyközségi törvényeit 1749-ben foglalták írásba. Az 1850-es években több, mint 100 hold nagyságú volt a szőlőterület, amely a filoxérajárvány hatására felére esett vissza, de akadályozta a termelést az időközben megnyitott bazaltbánya is.

## Népesség
A település népességének változása:
| Lakosok száma | 219  | 215  | 220  | 214  | 219  | 222  | 220  |
|               | 2013 | 2014 | 2015 | 2021 | 2022 | 2023 | 2024 |

A 2011-es népszámlálás során a lakosok 88,5%-a magyarnak, 10% németnek, 1% ruszinnak mondta magát (5,7% nem nyilatkozott; a kettős identitások miatt a végösszeg nagyobb lehet 100%-nál). A vallási megoszlás a következő volt: római katolikus 46,4%, református 5,3%, evangélikus 27,3%, görögkatolikus 1%, felekezet nélküli 8,1% (11,5% nem nyilatkozott).
2022-ben a lakosság 80,4%-a vallotta magát magyarnak, 6,8% németnek, 0,5% örménynek, 4,1% egyéb, nem hazai nemzetiségűnek (15,1% nem nyilatkozott; a kettős identitások miatt a végösszeg nagyobb lehet 100%-nál). Vallásuk szerint 23,7% volt evangélikus, 16,4% római katolikus, 3,7% református, 0,5% görög katolikus, 1,8% egyéb keresztény, 5% egyéb katolikus, 15,1% felekezeten kívüli (32,9% nem válaszolt).

## Nevezetességei
A monda szerint, a tatárok elől menekülő IV. Béla király és kísérete a hegytetőn álló Királykő alatt tett rövid pihenőt. Bár Kissomlyó az evangélikus és katolikus templom kivételével nem rendelkezik kiemelt műemlékkel, környezetében számos érdeklődésre méltán számot tartó emlékhely és múzeum található, így Dukai Takách Judit és Berzsenyi Dániel szülőháza. Mind emellett a faluban található még két emlékmű és egy könyvtár. A Kis-Somlyó hegy tetején több ma már nem működő kőfejtő található. Az egyik ilyen, a "kráter" mely méretével lehengerlő látványt nyújt s minden nyáron szerveznek itt a fiatalok egy "Rák-Fesztivál" nevű koncertnapot.

## Turisztika, egyesületek
A településen kulturális egyesület működik Síkmosoly néven.

## Képgaléria

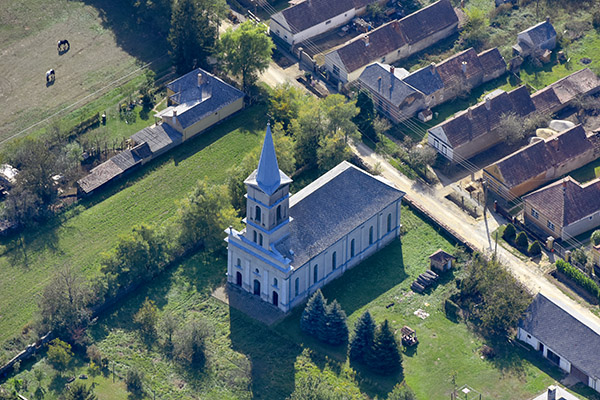
Kissomlyó evangélikus temploma légi fotón
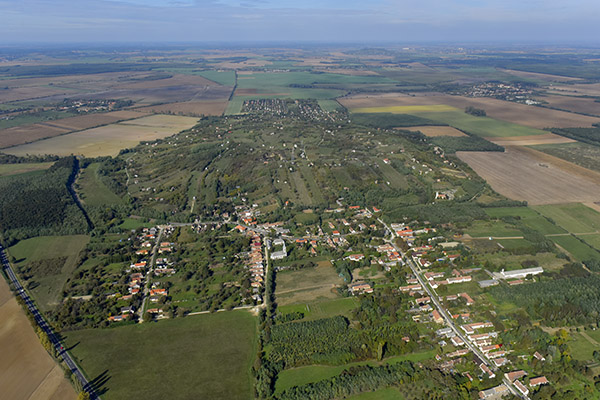
A község látképe madártávlatból
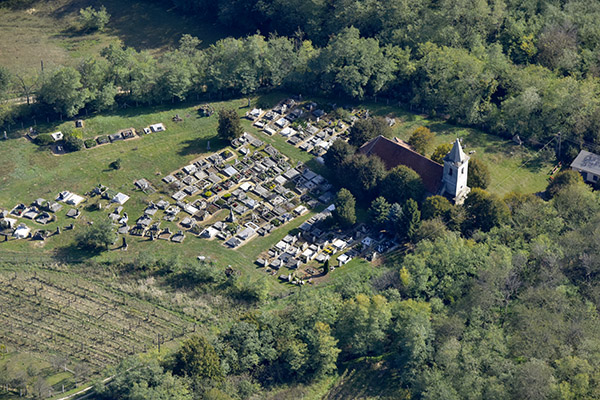
A Szent Miklós-templom légi felvételen